# Amantok
Az amantok (ógörög Άμαντες, Ἀμάντιεύς, latin Amantes) az illírek közé tartozó törzs volt az ókorban. Szállásterületük, Amantisz (Ἀμάντις ) Illíria és Epirusz határvidékén, az Aóosz folyó felső folyásának bal partján terült el. Mitikus eredettörténetük a trójai háborúban harcoló abantészekhez köti őket, innen alternatív abantok megnevezésük. A történeti források az i. e. 5. századtól említik őket, főbb településeik Amantia, Thronion, Olümpé és Matohasanaj voltak. Az epiruszi területek közelségében az illírek közül az amantok és a büllionok társadalmát érték a legkorábban, már az i. e. 4. századtól erőteljes hellenizációs hatások. Koinonokba szerveződve saját pénzt bocsátottak ki, Amantia fontos kultuszhellyé vált. Ugyancsak Amantiában tárták fel az Albánia területéről ismert, legteljesebben fennmaradt sztadiont. Egyes vélemények szerint az amantok az i. e. 2. századra elgörögösödtek, utolsó említésük az i. sz. 2. századra tehető.

## Területük és településeik

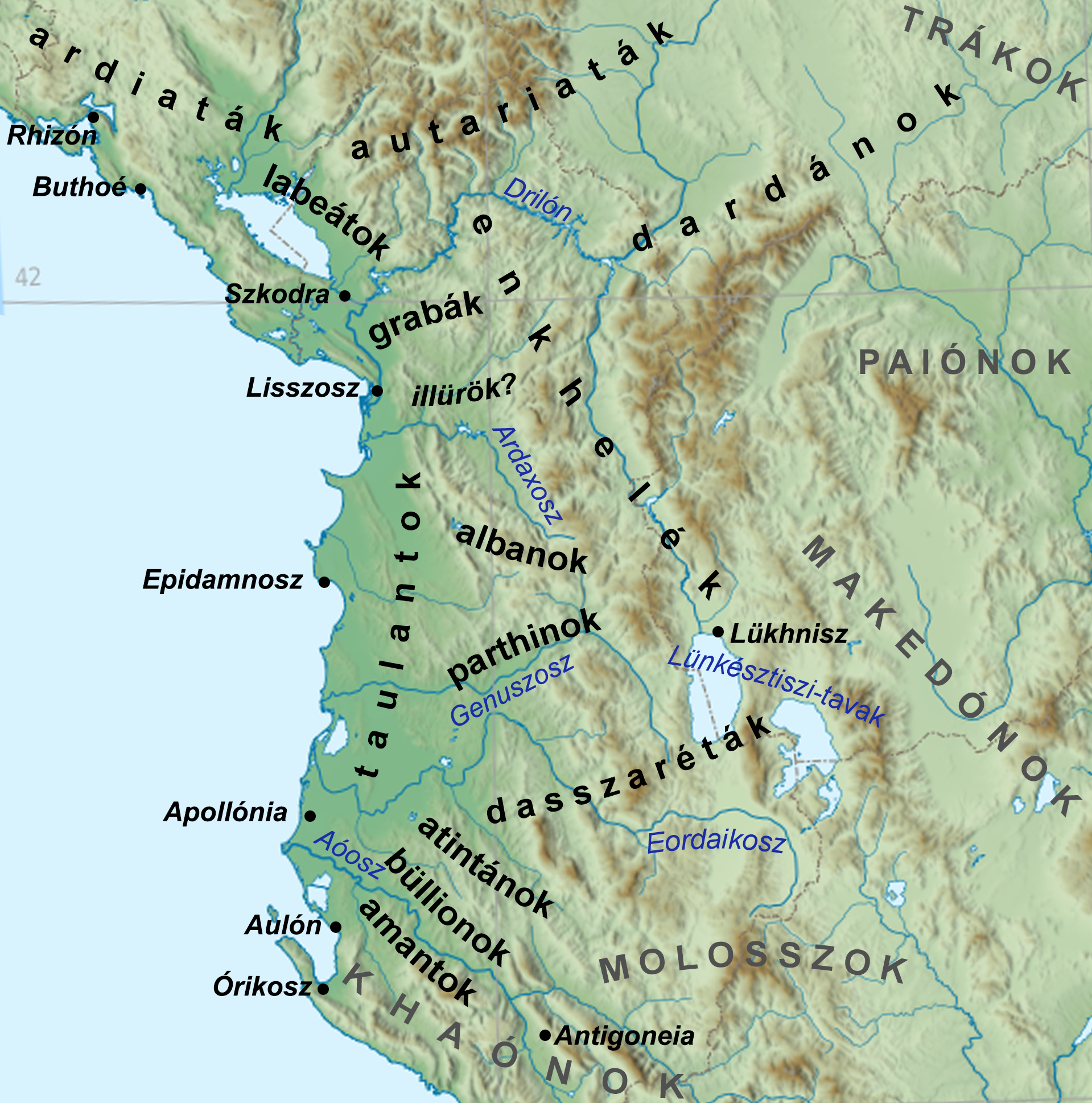
A jelentősebb délillír törzsek hozzávetőleges szállásterülete és szomszédaik az században

A klasszikus forrásmunkák az i. e. 4. században említik első ízben az Órikosz hátországában élő amantokat: a Pszeudo-Szkülax-féle periplusz az atintánokkal együtt a legdélibb illírek közé sorolta őket. Ez a terület Illíria és Epirusz határvidékén, az Aóosz (Vjosa) és a ma Shushica néven ismert folyók közén, az Akrokerauni-hegyvidék északkeleti előterében található. Déli szomszédságukban az epirótákhoz tartozó khaónok, északon és északkeleten, az Aóosz túlsó partján pedig a szintén illír büllionok éltek. Északnyugaton az i. e. 7. század végén alapított görög gyarmatvároshoz, Apollóniához tartozó területek szegélyezték Amantiszt. Az amantok szállásterülete az évszázadok folyamán nem változott jelentősen, Pauszaniasz i. sz. 2. századi földrajzi munkájában továbbra is azt jegyezte le róluk, hogy az Akrokerauni-hegyvidék északkeleti oldalán folyó Shushica völgyében éltek.
Az amantok mitikus eredettörténete még az Aulónhoz közeli Throniont említi fő településükül, és ugyanígy tesz Pauszaniasz is, amikor az i. e. 5. századi amantokról szólva Thronionhoz köti őket. Egy évszázaddal később, az i. e. 4. századi Pszeudo-Szkülax-periplusz már Amantiát említi mint „az amantok poliszát”. A város alapításának ideje bizonytalan, a régészeti ásatásoknak köszönhetően ismert, hogy az i. e. 6. században már korinthoszi agyagedényeket használó népesség élt a helyén, az i. e. 5. században pedig fallal vették körbe a városiasodás útjára lépett Amantiát. További fontos településük volt Olümpé, a szállásterületük délkeleti határvidékét őrző, bizonytalan építési idejű matohasanaji erőd, valamint egyes vélemények szerint az Amantisz északnyugati végpontjánál fekvő Treport kikötője. Északi határukon állt, de valószínűleg a büllionokhoz tartozott a margëlliçi erőd.

## Történetük
A legenda szerint a trójai háborúban harcoló euboiai abantészek nyolc hajóval és Elpénór vezetésével az illíriai partokhoz vetődtek, ahol megalapították Thronion – más források szerint Amantia – városát és benépesítették Amantiszt. A mitikus eredettörténet hátterében a két nép nevének hasonlósága állhat, és az azonosságot kihangsúlyozandó terjedt el az amantok párhuzamos megnevezéseként az abantok forma (ógörög  Άβαντες, latin Abantes).
A történeti források sorában Pauszaniasz földrajzi munkájából ismert az amantok legkorábbi említése. Ebben egy éliszi feliratról számolt be, amelynek tanúsága szerint i. e. 460 körül Apollónia polisza győzelemmel záruló háborút indított déli szomszédai, az amantok ellen, és elfoglalta Throniont. Az apollóniai győzelem dicsőségét hirdető emlékművet – amely Mürón fiának, az athéni Lükiosznak a munkája volt – később, Olümpiában végzett régészeti ásatások során meg is találták. A régészeti adatok tükrében az igazoltan az amantokhoz kapcsolt Amantia története ennél messzebbre nyúlik vissza, területéről az i. e. 6. század második feléből származó korinthoszi agyagedényeket és bronzszobrocskákat tártak fel. A környező Apollónia, Aulón és Órikosz kikötővárosainak felvirágzásával az Aóosz-folyóvölgyi kereskedelem is fellendült, ami jótékonyan hatott az amantok fejlődésére. Az i. e. 5–4. századi leletanyagban a korinthoszi termékek mellett megjelennek az attikai és az itáliai vörösalakos vázák is. Az importkerámia mellett azonban a leletek többsége az északabbra élő illírek anyagi kultúrájával való rokonságot támasztja alá. A körmotívumokkal vagy pontozással díszített vörös-okker fazekasmunkák és terrakottafigurák analógiái megtalálhatóak az apollóniai és a dimaléi leletanyagban is. A gazdasági-társadalmi fejlődés jele, hogy az i. e. 5. század óta fallal kerített, városiasodó Amantia i. e. 4–3. századi sírmellékletekben egyre gyakoribbak a pompás, művészi kivitelezésű edényformák (hüdriák, pelikék, szküphoszok és léküthoszok).

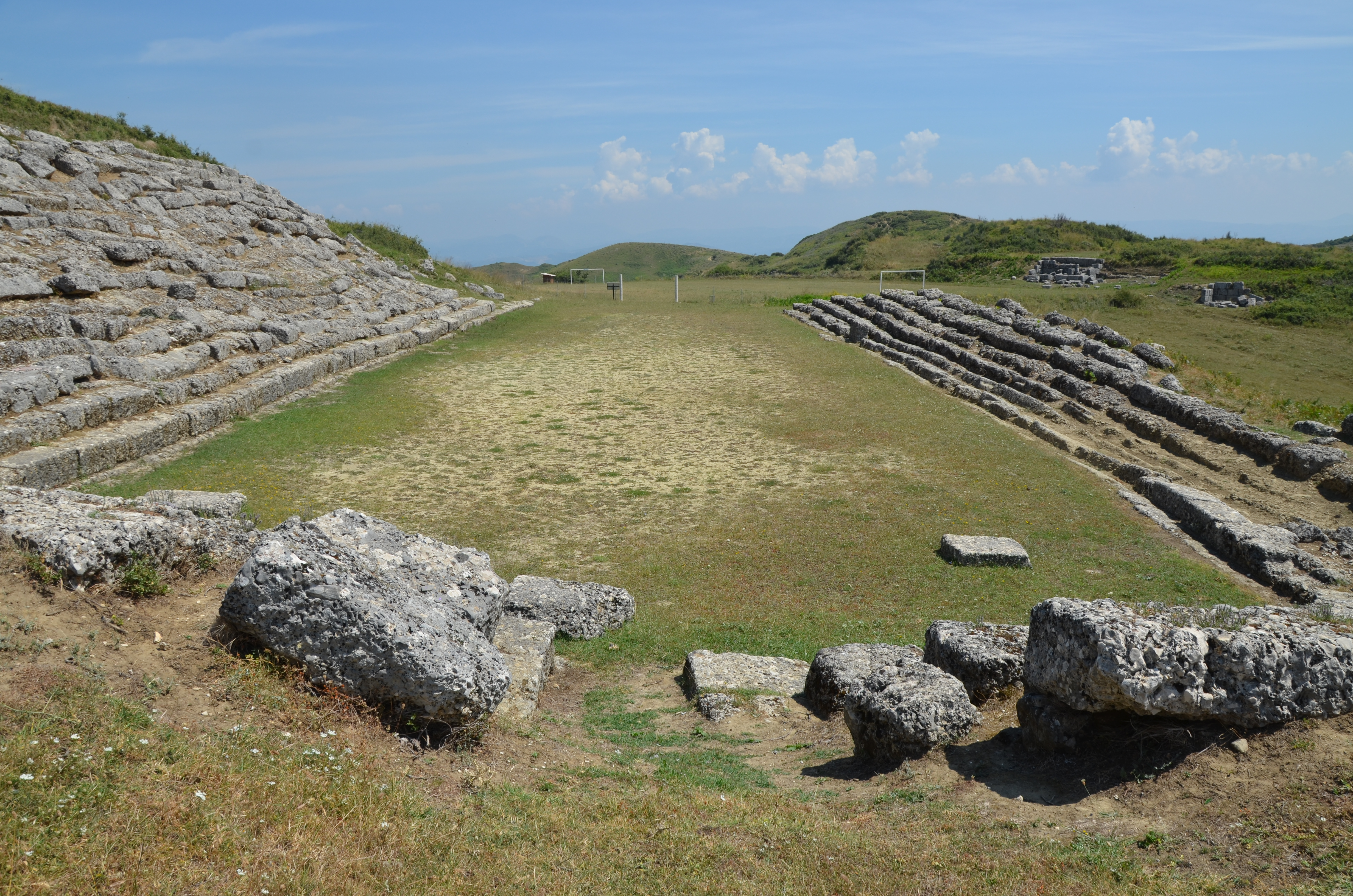
Az században épült amantiai sztadion

Mindezek jól látható jelei annak, hogy a hellenisztikus civilizáció földrajzi közelsége már az i. e. 4. század második felében kifejtette jótékony hatását a délillír, így az amant népességre és társadalomra. Az i. e. 3. század elején Amantisz I. Pürrhosz Épeiroszi Királyságának fennhatósága alá került, ami a hellenizálódás folyamatát robbanásszerűen felgyorsította – elérkezett az amantok aranykora. Központjukban, Amantiában ekkor jelentek meg a városfalakon kívüli temenosz (szentélykörzet) templomai, amelyek számát alapul véve a város vélhetően fontos kultikus központnak számított. Megjelentek a hellén világra jellemző épülettípusok, köztük a mai Albánia területén legépebben fennmaradt amantiai sztadion. Noha az i. e. 3. század közepétől az epiróta állam válsága miatt az amantok régiója ismét az illír világ hatósugarába került, a jelek szerint társadalmi fejlődésük és önkormányzatuk eljutott arra a szintre, hogy az Illír Királyság uralkodói csak ritkán tudták hatalmukat kiterjeszteni Amantiszra, ez egyedül Agrónnak és Teutának sikerült az i. e. 230-as–220-as években. A makedón V. Philipposz szintén nem tudta uralmát kiterjeszteni rájuk. Hogy az amantok már e korai időpontban, az i. e. 3. században görög mintára koinonba szerveződtek volna, arra nincsenek egyértelmű bizonyítékok. Az Amantiából előkerült feliratok mindenesetre visszaigazolják egy hellenisztikus önkormányzati forma kibontakozását, a görög világra jellemző intézmények (bulé, prütanisz stb.) és városi épülettípusok (temenosz, sztadion stb.) megjelenését. Társadalmi-gazdasági fejlődésük meghatározó jele volt, hogy az i. e. 3. század második felében – egyes források szerint i. e. 230 után – Amantia saját, az epiróta érmék motívumait másoló pénzt veretett, amelyen ethnoszukat is feltüntették (ΑΜΑΝΤΩΝ / AMANTÓN). Bár a hellenizálódás legerőteljesebben székhelyüket, Amantiát jellemezte, de természetesen a környező amant települések életére is hatott.
A fent leírt társadalmi és kulturális folyamatok eredményeként az amantok az i. e. 2. századra gyakorlatilag a hellén világ részeivé váltak, elgörögösödtek. Ennek jeleként például a delphoi görögök az amantiaiakat rendszeresen meghívták a püthói játékokra. A harmadik római–makedón háborúval (i. e. 171–168) járó pusztítástól, valamint a rómaiak ezt követő katonai büntetőhadjáratától az amantok szerencsésen megmenekültek, sőt, az i. e. 168 utáni római fennhatóság alatt is fenntarthatták viszonylagos autonómiájukat. Továbbra is saját pénzt verhettek, megőrizhették görög nyelvüket és görögös kultúrájukat. Az i. e. 2. századból fennmaradt feliratok alapján az amantok eddigre már bizonyosan két koinonba szerveződtek, az egyiknek Amantia, a másiknak Olümpé volt a központja. Mindezek fényében különös lehet, hogy idősebb Plinius még az i. sz. 1. században is barbároknak írta le az illírek leginkább hellenizálódott két törzsét, a büllionokat és az amantokat (barbari bylliones et amantes). Az i. e. 49-es római polgárháborúban Amantiszt Iulius Caesar foglalta el, de egyébként a korabeli források tükrében eseménytelenül telt a vidék élete. Az amantok mint különálló népcsoport utolsó említése az i. sz. 2. századból maradt fenn, amikor Pauszaniasz Amantiát mint az amantok városát említette. Az elgörögösödött Amantia az 5. században túlélte a gótok betöréseit és Illíria egyik legkorábbi keresztény püspöki székhelye lett, de a 7. századra elnéptelenedett.